# 田孝慈
田孝慈（英語：Tien Hsiao-Tzu，1984年—），台灣編舞家，出生於臺南，國立臺灣藝術大學舞蹈系研究所畢業。現為自由藝術工作者，從事舞蹈創作與表演。
2015年，編舞作品《洞》獲得第14屆台新藝術獎提名；2020年，共同作品《群眾》獲得第18屆台新藝術獎表演藝術⼤獎；其他代表作品包括：《Re: 在那些消逝的時間裡》、《清醒夢》、《在那些消逝的時間裡》、《莖》、《旅人》、《她們在眼睛角落挖了一個洞》等。